# Giftmordsaffären

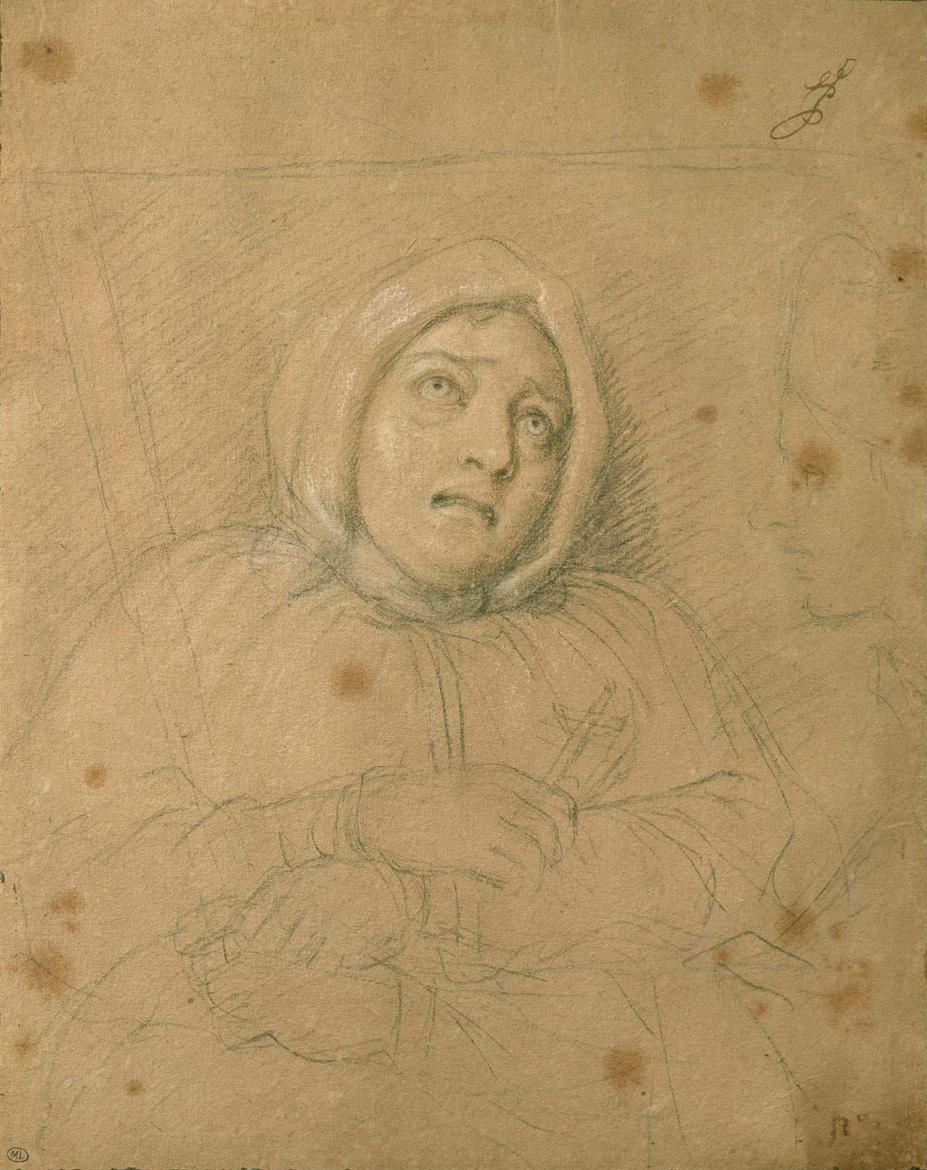
Madame de Brinvilliers av Charles Le Brun. Hennes fall utgjorde ursprunget till giftmordsaffären.

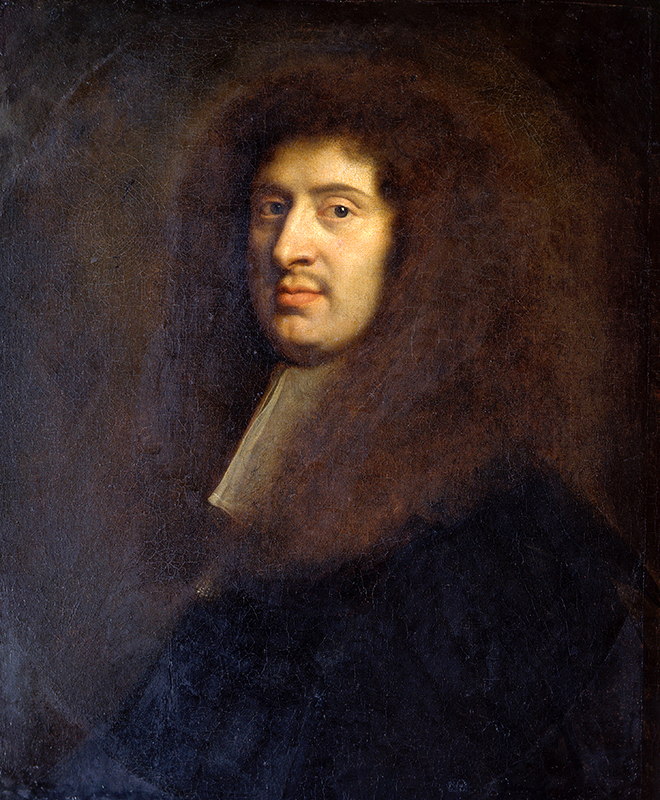
Gabriel Nicolas de la Reynie

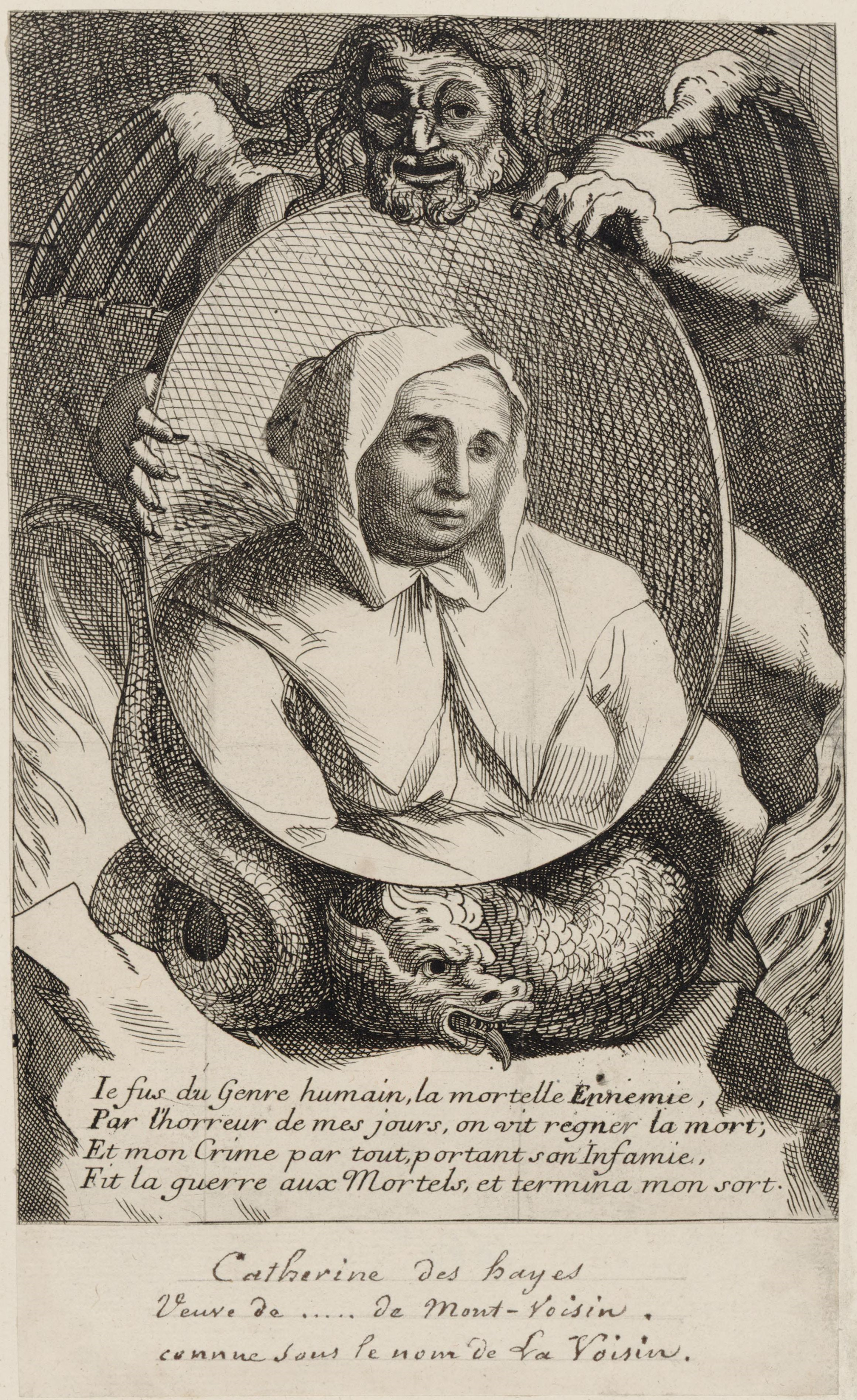
La Voisin, en centralgestalt inom giftmordsaffären.

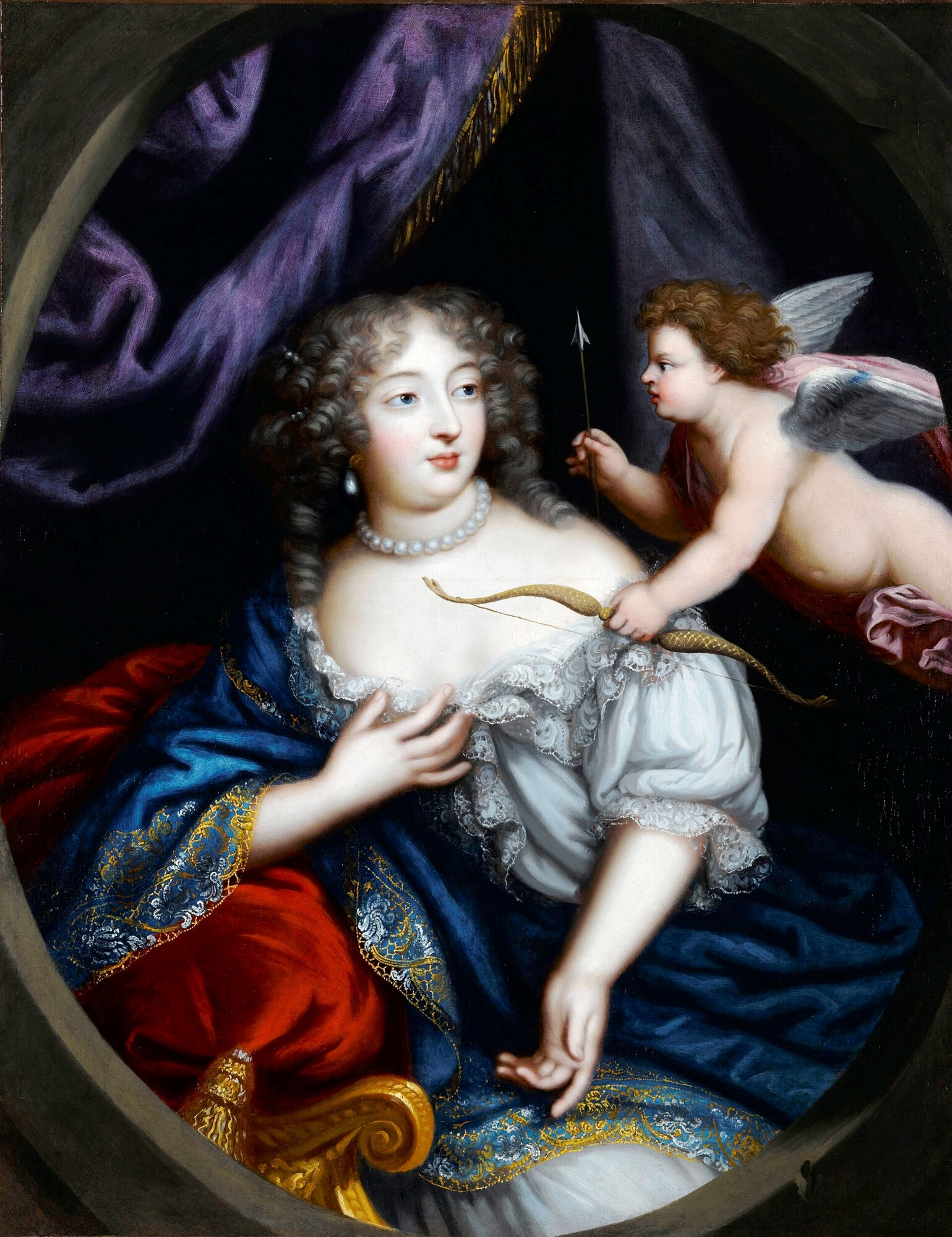
Madame de Montespan. När hennes namn drogs in lät kungen stängs utredningen.

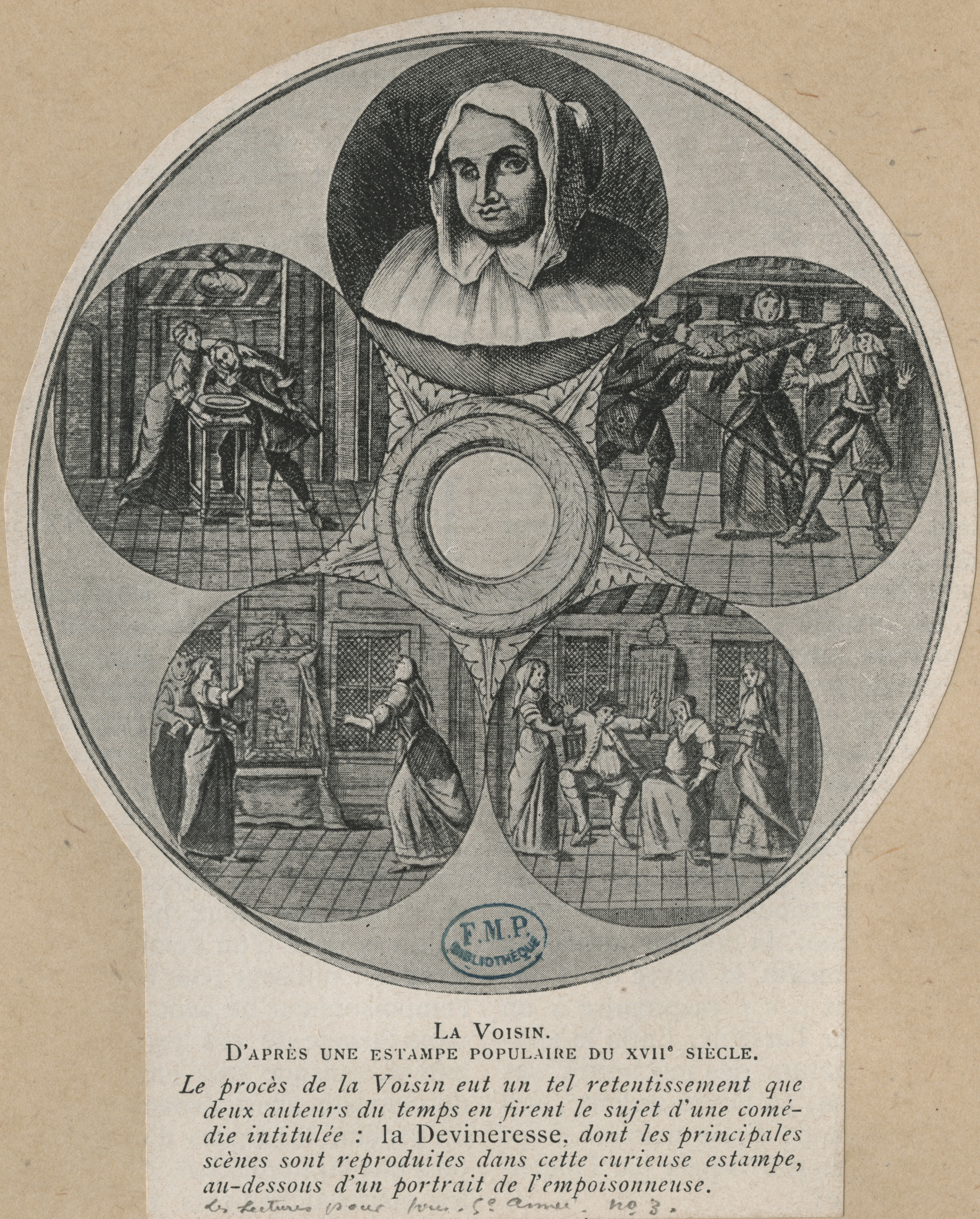
La Voisin och hennes brott.

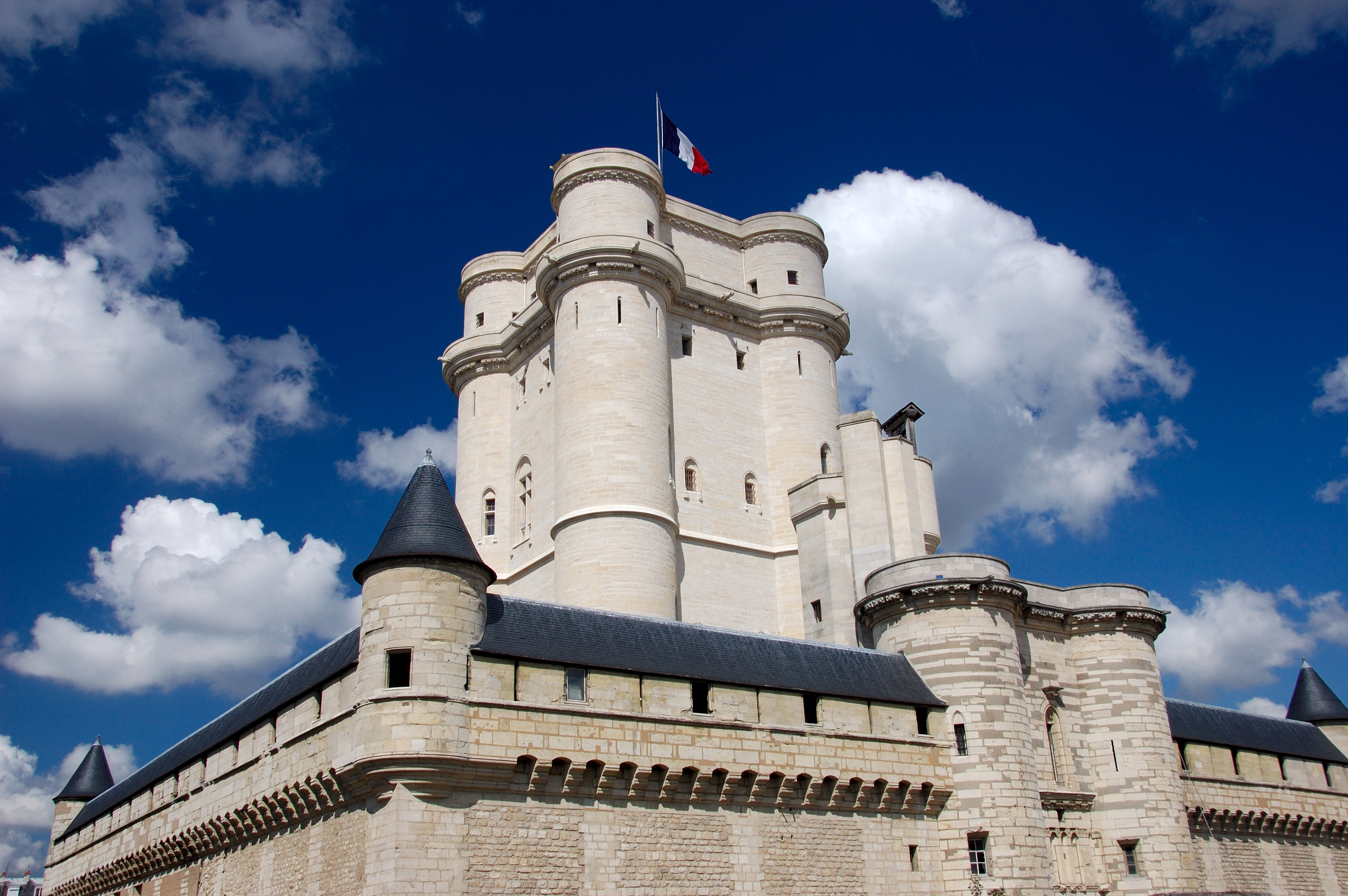
Fängelsetornet på slottet i Vincennes, där många av de inblandade i Giftmordsaffären satt fängslade 1679-82.

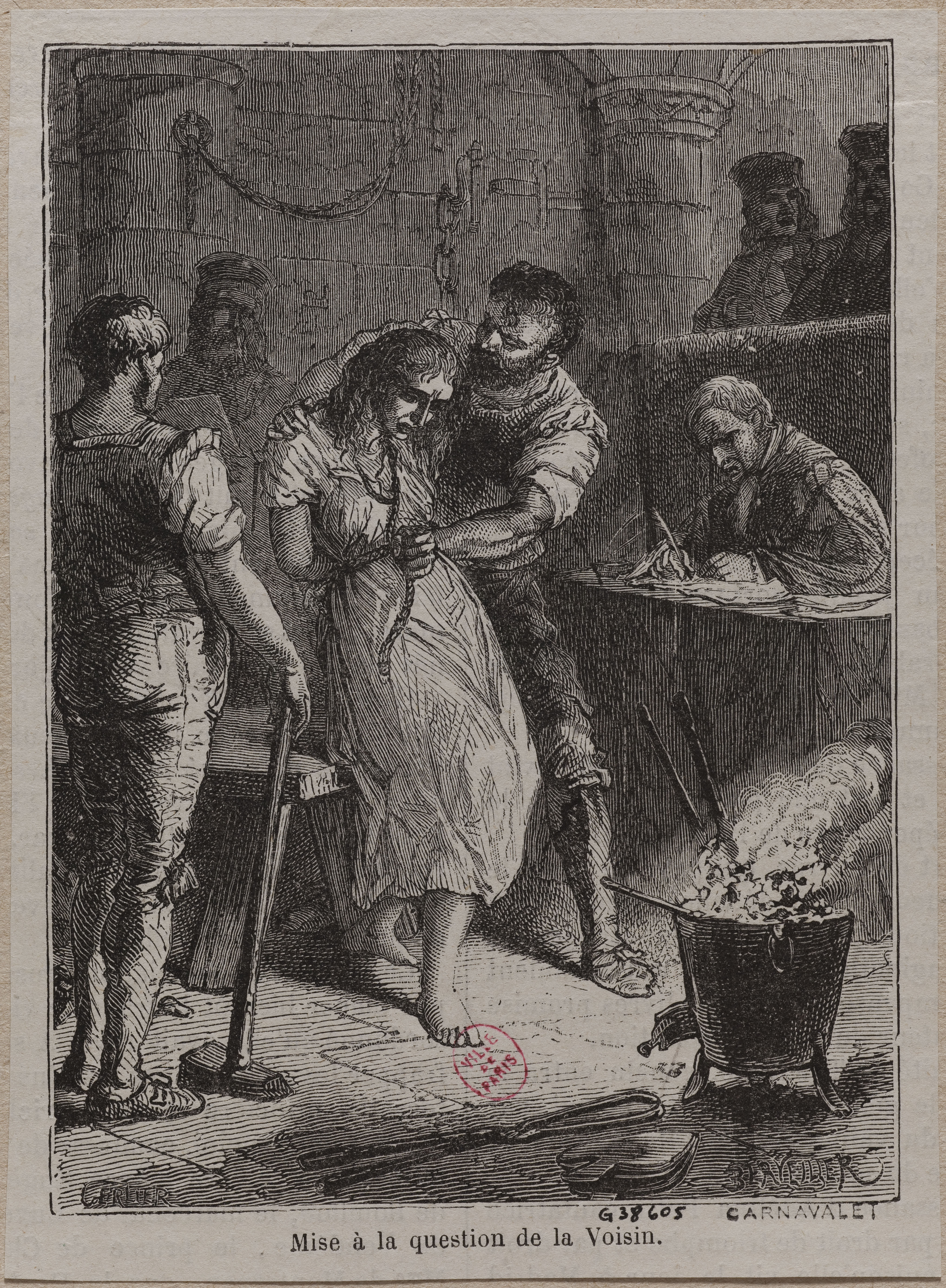
La Voisin under förhör.

Giftmordsaffären (franska: Affaire des poisons) var en berömd rättsprocess som utspelade sig i Paris mellan 1677 och 1682. Utredningen sköttes av en särskild kommission kallad Chambre ardente under ledning av la Reynie, som hade bildats av Ludvig XIV för att undersöka en lång rad giftmord. 
Utredningen avslöjade en omfattande illegal handel med gifter avsett för mord, afrodisiakum och andra substanser samt aborttjänster (vilka då var olagliga) tillhandahållna av ett nätverk av professionella spåkvinnor och andra ockultister kring centralfiguren La Voisin, som utförde påstått magiska tjänster och arrangerade svarta mässor mot betalning.  
Processen implicerade en rad personer ur den franska högadeln och medlemmar ur det kungliga hovet, främst bland dem kungens mätress Madame de Montespan, vilket ledde till att rättsprocessen till slut avbröts och hemligstämplades för att undvika ytterligare skandal.

## Bakgrund
Bakgrunden till giftmordsaffären var processen mot Marie-Madeleine d'Aubray, markisinna av Brinvilliers som 17 juli 1676 avrättades dömd för att en rad giftmord. Fallet tilldrog sig stor uppmärksamhet även bland adeln och det kungliga hovet, då Brinvilliers var en medlem av societeten och hade värdefulla kontakter, och det sades att hela societeten hade närvarat vid hennes avrättning.
Vid sin död ska hon ha sagt att det tycktes henne orättvist att bara hon skulle få lida, med tanke på att varenda människa gjorde samma sak när det passade dem.
Fallet Brinvilliers drog uppmärksamheten till en rad misstänkta giftmord och dödsfall som hade inträffat de senaste åren, och de allt mer intensiva ryktena om den hemliga handeln med gifter som cirkulerade i Paris. 
Redan när kungens svägerska Henrietta av England avlidit 1670, hade det förekommit intensiva rykten om gift. 
Den nya polismästaren i Paris, Gabriel Nicolas de la Reynie, informerades vid tiden för fallet Brinvilliers av en präst i Notre Dame att ett ständigt ökande antal personer de senaste åren bekände i bikt att de hade gjort sig skyldiga till giftmord.  
Prästens varning tycktes bekräfta Brinvilliers ord, och La Reynie började alltmer misstänka att det förekom ett illegalt nätverk av giftförsäljare i Paris. 

## Processen

### Fallet La Grange
I februari 1677 arresterades spåkvinnan Magdelaine de La Grange för mord tillsammans med sin medbrottsling Nail. Hon meddelade krigsminister François Michel Le Tellier de Louvois att hon hade information om brott av hög betydelse, något Louvois förde vidare till kungen. 
Kungen gav i uppdrag åt Gabriel Nicolas de la Reynie att inleda en allmän undersökning om alla de rykten om giftmord och gifthandel som cirkulerade i Paris. 
5 december 1677 arresterades alkemisten Louis de Vanens, som snart kom att misstänkas för att tillverka och sälja gifter tillsammans med sin betjänt Chaboissiere. 
När en länk kunde etableras mellan de La Grange och Louis de Vanens - Vanens medbrottsling Chaboissiere noterades ha besökt La Granges medbrottsling Nail i fängelset - blev myndigheterna övertygade om att de var en kriminell organisation på spåren. 
Utredningen stod länge i stå medan de La Grange, de Vanens och deras medåtalade förhördes. 
I januari 1679 kom dock genombrottet i samband med gripandet av giftförsäljaren Marie Bosse. Under en middag hos Marie Vigoreaux hade en av gästerna, en advokat hört en annan gäst, Marie Bosse, glatt utropa i berusat tillstånd:
"Vilka härliga affärer! Vilka kunder! Hertiginnor och prinsar! Bara tre förgiftningar till så har jag fått ihop min förmögenhet! Jag kan dra mig tillbaka!"
Advokaten hade först trott att det var ett skämt, men förstått att det var allvar när han upptäckte ett utryck av fasa i Vigoreaux ansikte. Han rapporterade saken till la Reynie, som sände en kvinnlig polisagent till Bosse för att köpa gift att använda på en grym äkta make. När lockfågeln återvände med ett dödligt gift arresterades Bosse, hennes son och två döttrar och Marie Vigoreaux och fördes till fängelset i slottet i Vincennes. 
Bosse och Vigoreaux uppgav under förhör att de var medlemmar i ett nätverk av ungefär 400 spåkvinnor i Paris och kretsarna kring hovet, ofta inneboende hos personer som hade tillgång till hovet, som skogvaktare och tvätterskor, som sålde gift till högt uppsatta kunder utöver sitt arbete som spåkvinnor. De började sedan uppge namn på kollegor och kunder. 
Marie Bosse angav den berömda societetspåkvinnan La Voisin, centralfiguren för den illegala giftförsäljningen i Paris, som greps 13 mars 1679 på trappan till Notre-Dame-de-Bonne-Nouvelle i Paris. 
Bosse och Vigoreaux uppgav att La Voisin ofta hade närvarat då de tillverkade gifter, och att en av deras kunder var Marguerite de Poulaillon. 
La Reynie kände till La Voisin som en berömd spåkvinna med kunder vid hovet, och Marguerite de Poulaillon som en medlem av Parissocieteten. Namnen fick honom att underrätta Louvois, som i sin tur underrättade kungen. 
I samråd med La Reynie och Louvois beslöt kungen att bilda en kommission för att hantera den kommande utredningen för att undvika att den sköttes av Parisparlamentet. 
Anledningen var dels att kungen inte ville dra för mycket uppmärksamhet till saken; och att det verkade som om utredningen skulle komma att dra in medlemmar ur adeln, och att Parisparlamentet var dominerat av ämbetsadeln, som i sin tur var ingift med svärdsadeln vid hovet; det fanns anledning att misstänka att Parisparlamentet skulle undvika att dra in medlemmar av sin egen klass, och kungen var angelägen om att krossa den illegala gifthandeln även om den skulle dra in adeln.

### Arresteringen av La Voisin
Den 10 april 1679 bildades formellt den kungliga kommissionen Chambre Ardente. Den ledde formellt av kansler de Compans, med bland andra Bretauil och d'Ormesson som medlemmar. Kommissionen beslöt att arbeta i hemlighet för att inte dra uppmärksamhet till gifternas sammansättning och de påstådda demoniska gärningarna. Proceduren fastställdes: La Reynie skulle ge order om arrestering, de gripna skulle förhöras av allmänna åklagaren, som skulle avgöra om de misstänkta skulle konfronteras med andra anklagade. En rapport skulle lämnas till kommissionen, som sedan skulle ta beslut om den misstänkta skulle släppas eller förhöras under tortyr, varefter en dom skulle fällas som inte kunde överklagas.
La Voisin uppgav att hon var en harmlös spåkvinna och rådde polisen att fokusera på Bosse. Under konfrontationen mellan La Voisin och Bosse förklarade Bosse att La Voisin hade förgiftat sin egen make liksom de äkta männen till Françoise de Dreux, kusin till M. d'Ormesson, en av kommissionens domare, och Marguerite Leféron, änka efter en ordförande i Parisparlamentet, och Marguerite de Poulaillon. 
Bosse uppgav att Dreux hade försökt förgifta inte bara sin make utan även hustrun och älskarinnorna till sin egen älskare hertig de Richelieu, allt med gift sålt av La Voisin.  
Poulaillon, Dreux och Leféron arresterades och fängslades i Vincennes, vilket ledde till skandal i den borgerliga Parissocieteten. 
Arresteringen av La Voisin och hennes kollega Adam Lesage 17 mars ledde till en kejdereaktion av gripanden av så småningom hundratals personer i Paris, som var direkt eller indirekt inblandade i La Voisins affärer. 
Undersökningen avslöjade ett kriminellt nätverk, bestående av framför allt spåkvinnor och andra ockultister men också av andra personer, allt från grönsaksförsäljare till präster, som ägnade sig åt illegal försäljning av gifter avsedda för mord, potensmedel och aborttjänster. La Voisin uppgavs att utfört aborter åt kvinnor ur societeten. 
De personer som utpekades blev i sin tur arresterade och förhörda. De förhördes om de illegala tjänster de hade utfört, om de klienter de hade sålt dessa tjänster till, och vilka kolleger de hade. Varje persons uppgifter utgjorde grunden för fler arresteringar. 
Allt fler personer ur överklassen nämndes vid förhören av giftblandarna: grevinnan du Roure, vicomtessan de Polignac, hertiginnan av Angouleme, hertiginnan av Vitry, prinsessan de Tingry, grevinnan de Gramont, greve de Cessac och greve de Clermont blev alla utpekade i förhören på Vincennes.  
Till slut började namn uppges även på personer i kungens personliga umgängeskrets. De åtalade började tala om kungens älskarinna Madame de Montespans kammarjungfru Claude de Vin, Mademoiselle des Œillets och hennes svägerska hertiginnan de Vivonne; och om kungens privata vänner Olympe Mancini och Marie Anne Mancini.
La Reynie förklarade efter förhöret med La Voisin att han hade förlorat tron på mänsklighetens natur:
"Människoliv är till salu som om det gällde vardagliga affärer, mord är den enda utvägen när en familj råkat i svårigheter. Vidriga brott förövas överallt - i Paris, i förstäderna och i landsorten".
Den 27 december 1679 gav Ludvig XIV order om att utrota hela organisationen och alla dess kunder med alla medel, oavsett rang, kön eller ålder på de inblandade. Han uppfattade det som angeläget att få ett slut på giftmorden.
De första avrättningarna ägde rum under 1679. Marie Vigoreaux avled under tortyr, medan Marie Bosse och La Voisin dömdes till döden. Poulaillon, Dreux och Leféron mottog alla mildare straff, något som senare kom att kritiseras som klassmässig partiskhet från domarnas sida. 

### Andra fasen
I februari 1680 avrättades La Voisin genom bränning på bål i Paris.
Skandalen omtalades i hela Europa när medlemmar ur hovet och den högsta adeln drogs inför rätta åtalade för att ha varit klienter till nätverket.
Under 1680 utfärdades arresteringsorder mot personer ur adeln och hovkretsarna och skandalen spred sig från den borgerliga Parissocieten till hovet. En arresteringsorder utfärdades mot grevinnan de Soissons för mord på hennes make; mot hertiginnan de Bouillon för mord på en betjänt som kände till hennes kärleksaffärer och för mordförsök på hennes make; på markisinnan d'Alluye för att ha förgiftat sin svärfar; för prinsessan de Tingry; på marskalk de Luxemburg och på rad andra personer ur hovadeln. 
Kungen sände grevinnan de Soissons en varning om att en arresteringsorder var utfärdad på henne och att hon fick välja mellan att hamna i Bastiljen och ställas inför rätta eller att för alltid lämna Frankrike, och hon valde då att fly till Bryssel tillsammans med markisinnan d'Alluye; även markis de Cessac och madame de Polignac lyckades fly, men de övriga aristokraterna blev häktade.
Skandalen växte under de adliga anklagades rättegångar, som blev dramatiska. Hertiginnan de Bouillon anlände till rättegången arm i arm med sin make och sin älskare, kungens kusin hertigen av Vendome och omgiven av beundrande anhängare. Hon anklagades för att ha försökt mörda sin make för att kunna gifta sig med sin älskare. Hon medgav att hon och hennes älskare ofta besökt La Voisin för att bli spådda men nekade till annat, och då hon frågades om hon försökt mörda sin make skrattade hon och sade: "Fråga honom!", och La Reynie frågade henne om hon mött Djävulen och hur han i så fall sett ut, svarade hon "Liten och mörk och ful precis som ni".  Hon frigavs i brist på bevis, men när hon funderade ut olika kvicka repliker hon påstod sig ha pikat domarna med och sedan lät trycka och utge dem privat lät kungen förvisa henne från Paris för respektlöshet mot domstol. 
Marskalk de Luxemburg anklagades för att ha anlitat svartkonstnärer för att orsaka hans hustrus död, för att döda förmyndaren till en änka han ville gifta sig med, för att få prinsessan de Tingry förälskad i sig och för att bli segerrik på slagfältet; hans rättegång varade i fjorton månader, men slutade med att endast hans sekreterare sändes till galärerna medan han själv bara fick tillbringa en vecka på landet och sedan kunde återvända till hovet. 
De övriga adliga anklagade frikändes: de erkände i flera fall att de anlitat La Voisin och de andra spåkvinnorna för spådomar men inte för något annat, och de fängslade giftblandarnas vittnesmål ansågs inte räcka som bevis.
Efter La Voisins avrättning följde ett nytt genombrott, då hennes dotter Marguerite Monvoisin vittnade om att hennes mor hade förberett ett mord på kungen vid tidpunkten för sin arrestering. 
Marguerite Monvoisin uppgav under juni och augusti 1680 att hennes mor i samarbete med framför allt Etienne Guibourg hade sålt svartkonster till medlemmar av överklassen mot betalning. Detta inkluderade arrangemang av svarta mässor mot betalning, där spädbarn hade offrats till Satan. Hon namngav kungens älskarinna Madame de Montespan som sin mors främsta klient. 
Hennes uppgifter bekräftades av andra vittnen, främst av Adam Lesage och Francoise Filastre. 
I september 1680 uppgav Adam Lesage, sedan Louvois mot La Reynies önskan hade utlovat honom straffrihet, att Madame de Montespan hade köpt pulver från La Voisin.
Flera av fångarna i Vincennes började nu avge vittnesmål mot Madame de Montespan. Madame de Montespan uppgavs ha deltagit i en svart mässa där hon bett Djävulen om hjälp att vinna kungens kärlek, något som också ägde rum strax innan hon verkligen blev kungens älskarinna. Madame de Montespan ska under flera år ha drogat kungen med afrodisiaka för att kvarhålla hans intresse och sin egen ställning som mätress med hjälp av La Voisin, som regelbundet besökt henne i Clagny och vid hovet. År 1678 hade kungen ersatt madame de Montespan som mätress med Marie-Angelique de Fontanges, och strax före sin arrestering hade La Voisin överlämnat förgiftade handskar till Madame de Montespans rival Fontanges, och planerat att överlämna en förgiftad petition till kungen själv.
La Voisin hade själv nämnt många namn, men aldrig Madame de Montespan; anledningen förmodas vara att det skulle ha lett till att mordförsöket på kungen då skulle ha kommit fram. 
Fångarna pekade ut Madame de Montespans kammarjungfru Claude de Vin, Mademoiselle des Œillets som mellanhand. När La Reynie underrättade des Œillets nekade hon till alla anklagelser och begärde att få konfronteras med vittnena: när La Reynie biföll hennes begäran, blev hon dock korrekt identifierad av varenda en.

### Upplösning
När Ludvig XIV underrättades om satansmässorna som Madame de Montespan ska ha beställt, gav han order om att hela utredningen genast skulle avbrytas och hemligstämplas. 
La Reynie rapporterade vittnesmålen till kungen, och de resulterade i att ministerrådet sammanträdde i flera dagar för att hantera frågan. Kungen ville inte att Madame de Montespan skulle ställas inför rätta. Hon var mor till hans legitimerade barn, och även om hon blev frikänd skulle hon stämplas och få sitt rykte förstört; de potensmedel hon hade använt på honom skulle också leda till för kungen generande rykten. Kungen och ministerrådet gav därför order om att fallet skulle avskrivas och dossiererna brännas. La Reynie protesterade och påpekade att gifthandeln i Frankrike måste stoppas: "Olika straff för samma brott skulle fläcka konungens ära och bringa hans rättvisa i vanrykte". 
Kungen föreslog då att domstolen skulle få fortsätta, om bara alla vittnesmål om Madame de Montespan förstördes. La Reynie påpekade då att dessa vittnesmål var så invävt i vittnesmålen mot andra personer att en sådan åtgärd vore ohanterlig. La Reynie bad därför kungen att utfärda ett lettre de cachet mot de kvarvarande anklagade: med en sådan åtgärd skulle de återstående fångarna kunna fängslas på obestämd tid utan att behöva dömas.
Chambre Ardente stängdes formellt 1682. De återstående åtalade ställdes aldrig inför rätta, vilket skulle ha gjort deras vittnesmål offentliga, utan fängslades på livstid genom lettre de cachet. 
Nästan hundra personer blev inspärrade på livstid i olika fängelser med förbud att tala, särskilt om Madame de Montespan; vissa av dessa personer levde fortfarande 37 år senare. 
De vakter som sattes att vakta fångarna fick förhållningsorder om att fångarna kunde tänkas yttra lögner om Madame de Montespan. Dödsåret för många av dessa fångar är okända, men vissa av dem levde så sent som på 1720-talet.
Kungen brände alla papper om Madame de Montespans inblandning: han förbisåg dock La Reynies egna anteckningar, som blev kvar i polisens arkiv. 
Den 31 augusti 1682 förbjöds privata laboratorier och en strikt reglerad försäljning av alla typer av gifter.

## Resultat
Kommissionens utredning omfattade hundratals personer. 442 personer misstänktes för inblandning och drogs in i utredningen. 367 arresteringsorder utfärdades, av vilka 218 fullföljdes. Av dessa blev 36 avrättade, 5 dömdes till att bli galärslavar, och 23 dömdes till exil.  Ytterligare personer avled i fängelset genom tortyr eller självmord. De flesta av de arresterade ställdes aldrig inför rätta, utan dömdes till fängelse på livstid genom lettre de cachet.

### Åtalade (professionella)
Medlemmar ur det kriminella nätverket i urval:
1. Marie de Bachimont, alkemist och falskmyntare, livstids fängelse
2. Robert de Bachimont, alkemist och falskmyntare, livstids fängelse
3. Mathurin Barenton, död 1681, giftförsäljare, avrättad
4. Marie Bosse, avrättad 1679, spåkvinna och giftmakare
5. Magdelaine Chapelain, död 1724, spåkvinna och giftmakare, livstids fängelse
6. Anne Cheron, död 1679, avrättad
7. Jacques Cotton, död 1680, svartkonstnär, avrättad
8. Marguerite Delaporte, giftmakare, livstids fängelse
9. La Dodée, död 1679, giftmakare, begick självmord i fängelset
10. Françoise Filastre, död 1680, spåkvinna och giftmakare
11. Magdelaine de La Grange, död 1679, giftmakare, avrättad
12. Étienne Guibourg, död 1686, svartkonstnär, livstids fängelse
13. Marguerite Joly, död 1681, giftmakare, avrättad
14. Catherine Lepère, död 1679, utförde aborter, avrättad
15. Adam Lesage, svartkonstnär, livstids fängelse
16. François Mariotte, svartkonstnär, livstids fängelse
17. La Pelletier, spåkvinna och giftmakare, livstids fängelse
18. Denis Poculot, Sieur de Blessis, gifthandlare, dömd till att bli galärslav
19. Catherine Trianon, död 1680, spåkvinna och giftmakare, död i fängelset
20. Louis de Vanens, död 1691, giftmakare, alkemist, livstids fängelse
21. Marie Vigoreaux, död 1679, spåkvinna och giftmakare, död i fängelset
22. La Voisin, död 1680, spåkvinna, giftmakare, utförde aborter, avrättad
23. Romani, död efter 1714, livstids fängelse

### Åtalade (klienter)
Klienter åtalade för att ha köpt tjänster av det kriminella nätverket i urval:
1. Françoise de Dreux, förvisning
2. Elizabeth Hamilton, anklagelserna avvisade
3. Marguerite Leféron, förvisad från huvudstaden och bötfälld
4. Marskalk de Luxemburg, tillfälligt fängslad i Bastiljen
5. Marie Anne Mancini, förvisning till landsbygden
6. Olympe Mancini, flydde utomlands
7. Claude de Vin des Œillets, frikänd
8. Catherine Philbert, död 1679, avrättad
9. Marguerite de Poulaillon, livstids fängelse i kloster
10. Jacqueline du Roure, död 1720, flydde utomlands, dömd till förvisning

## Efterspel
Flera processer av liknande slag följde på den berömda giftmordsaffären.  
År 1689 upprättades en ny Chambre Ardante-kommission under ledning Gabriel Nicolas de la Reynie för att undersöka gifthandeln i Paris. Denna gång var orsaken att ett anonymt brev hade hittats om en mordkomplott mot kungen.  
En snickare, som utgav sig för att vara läkare och hade utfört aborter och sålt gift avsett för mord, blev då avrättad misstänkt för att konspirera med hugenotterna mot kungen. Avrättningen ägde rum trots att åtalet aldrig blivit fullt bevisat.
1702 avslöjades ytterligare en organisation av liknande sort kring centralfiguren Marie-Anne de La Ville, vilken snabbt tystades ned och vars medlemmar fängslades, för att undvika ännu en skandal i stil med giftmordsaffären.

## Eftermäle

### Fiktion
La Voisin och hennes nätverk av giftförsäljare är föremål för romanen Den mörka spegeln av Judith Merkle Riley (1995).